# Perry County, Tennessee
Perry County är ett administrativt område i delstaten Tennessee, USA, med 7 915 invånare. Den administrativa huvudorten (county seat) är Linden.

## Geografi
Enligt United States Census Bureau har countyt en total area på 1 095 km². 1 084 km² av den arean är land och 21 km² är vatten. 

### Angränsande countyn
- Humphreys County - norr
- Hickman County - nordost
- Lewis County - sydost
- Wayne County - söder
- Decatur County - väst
- Benton County - nordväst